# Каслвуд (Вірджинія)
Каслвуд (англ. Castlewood) — переписна місцевість (CDP) в США, в окрузі Расселл штату Вірджинія. Населення — 1704 особи (2020).

## Географія
Каслвуд розташований за координатами 36°52′43″ пн. ш. 82°17′12″ зх. д. / 36.87861° пн. ш. 82.28667° зх. д. (36.878673, -82.286721).  За даними Бюро перепису населення США в 2010 році переписна місцевість мала площу 18,68 км², з яких 18,63 км² — суходіл та 0,04 км² — водойми.

## Демографія
Згідно з переписом 2010 року, у переписній місцевості мешкало 2045 осіб у 851 домогосподарстві у складі 587 родин. Густота населення становила 109 осіб/км².  Було 937 помешкань (50/км²).
Расовий склад населення:
| - 95,9 % — білих - 1,4 % — чорних або афроамериканців - 0,4 % — корінних американців - 0,1 % — азіатів - 1,2 % — осіб інших рас |

До двох чи більше рас належало 1,0 %. Частка іспаномовних становила 1,8 % від усіх жителів.
За віковим діапазоном населення розподілялося таким чином: 20,5 % — особи молодші 18 років, 61,1 % — особи у віці 18—64 років, 18,4 % — особи у віці 65 років та старші. Медіана віку мешканця становила 43,4 року. На 100 осіб жіночої статі у переписній місцевості припадало 96,6 чоловіків;  на 100 жінок у віці від 18 років та старших — 92,1 чоловіків також старших 18 років.
Середній дохід на одне домашнє господарство  становив 33 630 доларів США (медіана — 26 429), а середній дохід на одну сім'ю — 42 621 долар (медіана — 37 500). За межею бідності перебувало 29,2 % осіб, у тому числі 39,0 % дітей у віці до 18 років та 20,4 % осіб у віці 65 років та старших.
Цивільне працевлаштоване населення становило 514 особи. Основні галузі зайнятості: освіта, охорона здоров'я та соціальна допомога — 18,5 %, науковці, спеціалісти, менеджери — 14,4 %, роздрібна торгівля — 13,8 %, мистецтво, розваги та відпочинок — 13,4 %.